# 杜菜りの
杜菜 りの（とな りの）は、日本の女性漫画家。名前の由来は「突撃!隣の晩ごはん」から。漫画家になった理由は「肉に連れられて」ということであったがどうやらこれはネタらしく、本当は出版社に持込をしたところ採用となり、そのまま連載となっていったということのようである。
かつては「千葉なおこ」名義で活動していた。芳文社『まんがタイムラブリー』にて『OLパラダイス』を連載していたときは看板作家として長期間巻頭ページおよび表紙を担当していた。また「香春藤チマチ」名義で各種アンソロジーに執筆していた。2010年現在は「千歳キイロ」名義にて成人向けゲームソフト会社みなとそふとのゲーム『真剣で私に恋しなさい!』のアンソロジー作品の執筆、イラストなどの仕事やアシスタント業を中心としている。
同人活動を活発に行っており、過去には『アンジェリーク』『センチメンタルグラフティ』『逆転裁判』『スペースチャンネル5』等の同人誌を発表していた。

## 著作一覧
- 連載が終了した作品リスト
  - OLパラダイス（千葉なおこ 名義、芳文社 全4巻 『まんがタイムラブリー』）
    - 人事部パラダイス（同上、『OLパラダイス』のスピンオフ作品） - OLパラダイス単行本3～4巻に収録

  - オクトパスサーカス（同上）
  - レッドシップ・カプセルショップ（杜菜りの 名義、一迅社『まんが4コマKINGSぱれっと』）

- 単行本リスト
  - OLパラダイス
    1. ISBN 4832261266（1999年2月）
    2. ISBN 483226172X（2000年6月）
    3. ISBN 4832262343（2002年1月）
    4. ISBN 4832262769（2003年1月）